# Helga Bleckwenn
Helga Bleckwenn ist eine deutsche Germanistin.

## Leben
Nach der Promotion 1974 in Regensburg war sie Professorin für Neuere deutsche Literaturwissenschaft in Flensburg.
Ihre Forschungsschwerpunkte sind neuere deutsche Literatur, Kinder- und Jugendliteratur und Fachgeschichte des Deutschunterrichts.

## Schriften (Auswahl)
- Stifter und Goethe. Untersuchungen zur Begründung und Tradition einer Autorenzuordnung. Frankfurt am Main 1977, ISBN 3-261-01706-6.
- mit Eva Neuland (Hrsg.): Stil – Stilistik – Stilisierung. Linguistische, literaturwissenschaftliche und didaktische Beiträge zur Stilforschung. Frankfurt am Main 1991, ISBN 3-631-43462-6.
- mit Ortwin Beisbart (Hrsg.): Deutschunterricht und Lebenswelt in der Fachgeschichte. Frankfurt am Main 1993, ISBN 3-631-46359-6.
- (Hrsg.): Märchenfiguren in der Literatur des Nord- und Ostseeraumes. Baltmannsweiler 2011, ISBN 3-8340-0898-2.